# Wiradhuri
Wiradhuri är ett utdött australiskt språk. Wiradhuri talades i Nya Sydwales. Wiradhuri tillhörde de pama-nyunganska språken.